# Gyöngyösi KK
Pour les articles homonymes, voir Gyöngyösi.
Maillots
Dernière mise à jour : 31 août 2020.
Le Gyöngyösi KK  est un club de handball, situé à Gyöngyös en Hongrie et fondé en 1975.
Il évolue en Championnat de Hongrie depuis 2011.

## Histoire

Ancien logo

En 2020, le club est troisième du championnat lors de l'arrêt prématuré de la compétition, derrière les deux cadors : SC Pick Szeged et Veszprém KSE. Il se qualifie pour la première fois de son histoire pour une compétition continentale : la Ligue européenne.

## Palmarès
- Vainqueur du Championnat de Hongrie de deuxième division (2) : 2006, 2011

### Parcours
| Saison    | Niveau | Championnat | Coupe |
| --------- | ------ | ----------- | ----- |
| 1993-1994 | 3      | 14e         |       |
| 1994-1995 | 3      | 4e          |       |
| 1995-1996 | 3      | 7e          |       |
| 1996-1997 | 3      | 4e          |       |
| 1997-1998 | 3      | 1er         |       |
| 1998-1999 | 2      | 7e          |       |
| 1999-2000 | 2      | 6e          |       |
| 2000-2001 | 2      | 8e          |       |
| 2001-2002 | 2      | 4e          |       |
| 2002-2003 | 2      | 9e          |       |

| Saison    | Niveau | Championnat | Coupe         |
| --------- | ------ | ----------- | ------------- |
| 2003-2004 | 2      | 5e          |               |
| 2004-2005 | 2      | 4e          |               |
| 2005-2006 | 2      | 1er         |               |
| 2006-2007 | 1      | 10e         |               |
| 2007-2008 | 1      | 11e         |               |
| 2008-2009 | 1      | 11e         | 3e            |
| 2009-2010 | 1      | 12e         |               |
| 2010-2011 | 2      | 1er         | 1/4 de finale |
| 2011-2012 | 1      | 6e          | 1/4 de finale |
| 2012-2013 | 1      | 6e          | 1/4 de finale |

| Saison    | Niveau | Championnat | Coupe          | Coupe d'Europe |
| --------- | ------ | ----------- | -------------- | -------------- |
| 2013-2014 | 1      | 6e          | 4e tour (1/8)  | non qualifié   |
| 2014-2015 | 1      | 7e          | 1/4 de finale  | non qualifié   |
| 2015-2016 | 1      | 10e         | 2e tour (1/32) | non qualifié   |
| 2016-2017 | 1      | 12e         | 3e tour (1/16) | non qualifié   |
| 2017-2018 | 1      | 11e         | 2e tour (1/32) | non qualifié   |
| 2018-2019 | 1      | 6e          | 4e tour (1/8)  | non qualifié   |
| 2019-2020 | 1      | 3e          | 4e tour (1/8)  | non qualifié   |
| 2020-2021 | 1      | en cours    | à venir        | C3 : 2e tour   |

## Joueurs

### Effectif actuel
L'effectif est, :

### Personnalités liées au club
- Zsolt Balogh (en) : joueur de 2011 à 2012
- József Éles : entraîneur de 2008 à 2009
- István Gulyás : entraîneur de 2013 à 2015
- Mitar Markez (en) : joueur depuis 2017
- Matej Mikita : joueur de 2016 à 2018
- / Uroš Vilovski : joueur depuis 2018